# Джордж Мур
Джордж Мур (на английски: George Moore) е ирландски поет, драматург, изкуствовед и писател на произведения в жанра драма, любовен роман и мемоари.

## Биография и творчество
Джордж Аугуст Мур е роден на 24 февруари 1852 г. в имението Мур Хол, графство Майо, Ирландия, в семейството на земевладелеца и политик Джордж Хенри Мур. Учи с частни уроци и в католическото училище-интернат, колежа „Сейт Мери“ в Оскот. През 1867 г. е освободен от училище поради лош успех. През 1868 г. баща му е избран за депутат и семейството се мести в Лондон. Там опитва да учи в художествено училище. След смъртта на баща му през 1870 г. се издържа от полученото наследство. През 1873 г. отива в Париж, където се записва като частен ученик на малко известен художник. В Париж се запознава с ключовите творци и писатели от онова време, включително Писаро, Дега, Реноар, Моне, Дауде, Маларме, Тургенев и преди всичко Зола, който става влиятелна фигура в последващото развитие на Мур като писател.
Първият му сборник със стихове „Цвета на страстта“ публикува самостоятелно в Париж през 1977 г., но получават критична оценка. През 1880 г. се завръща в Ирландия и след като събира необходимите му средства от наемателите се установява в Лондон. Там решава да изостави кариерата на художник и да се посвети на литературата. През 1881 г. публикува втората си стихосбирка „Pagan Poems“ в стила на френската символика.
В началото на 1880-те започва да пише поредица от романи в реалистичен стил. Първият му роман „A Modern Lover“ (Модерния любовник) е публикуван през 1883 г. и представя любовните занимания на героя. През 1885 г. е издаден и романа му „A Mummers Wife“, която става бестселър поради бурната критика на съдържанието ѝ. В тези и следващите си книги писателят поставя въпроси като проституцията, извънбрачния секс и лесбийството, поради което те първоначално се посрещат с неодобрение сред консервативното общество. Книгата му „Драма в Муслин“ от 1886 г. е сатирична история за брачната търговия в англо-ирландското общество, която намеква за еднополовите връзки между неженените дъщери на дворянството.
През 1888 г. публикува мемоарите си „Confessions of a Young Man“ (Изповеди на млад мъж) за 20-те години, прекарани в Париж и Лондон сред бохемата на художниците, за която получава отлични оценки.
Емблематичният му роман „Естер Уотърс“ е издаден през 1894 г. Той представя историята на една неомъжена прислужница, която забременява и е изоставена от любимия си. Оказла се на кръстопът, та неведнъж трябва да взима нелесни решения като самотна майка, за които да плаща скъпо, но неизменно следва желанията на сърцето си. Драмата има няколко екранизации във филми и телевизионни сериали.
През 1901 г. се завръща в Ирландия и участва в създаването на ирландския национален театър. Пише романите „Неоползотворено поле“ (1903), „Езерото“ (1905) и „Мемоарите на моя мъртъв живот“ (1906), които се считат за значими в ирландската литература.
До 1911 г. живее в Дъблин, след което се връща в Лондон. През 1923 г. имението Мур Хол е опожарено по време на Ирландската гражданска война.
Джордж Мур умира на 21 януари 1933 г. в Лондон. Урната с праха му е заровена на остров Кастъл с изглед към Мур Хол.

## Произведения
частична библиография
- Flowers of Passion (1877) – стихотворения
- Pagan Poems (1881) – стихотворения
- A Modern Lover (1883)
- A Mummer's Wife (1885)
- A Drama in Muslin (1886)
- Spring Days (1888)
- Confessions of a Young Man (1888)
- Esther Waters (1894)
Естер Уотърс, изд.: ИК „Персей“, София (2014), прев. Емил Минчев
- Vain Fortune (1890)
- The Strike at Arlingford (1893) – пиеса
- Celibates (1895) – разкази
- Evelyn Innes (1898)
- The Untilled Fields (1900)
- Sister Theresa (1901)
- The Untilled Field (1903)
- The Lake (1905)
- Memoirs of My Dead Life (1906)
- Hail and Farewell (1911)
- The Apostle (1911)
- The Brook Kerith: A Syrian Story (1916)
- Pure Poetry: An Anthology (1924)
- Ulick and Soracha (1926)
- The Making of an Immortal, драма (1927) – драма
- The passing of Essenes (1930)
- Aphrodite in Aulis (1930)

### Екранизации
- 1948 Esther Waters – с Катлийн Райън, Дирк Богарде, Кирил Кюсак
- 1964 Esther Waters – ТВ сериал, 4 епизода
- 1977 Esther Waters – ТВ сериал, 4 епизода – с Габриел Лойд, Джеймс Лоренсън, Алисън Стейдман
- 1981 Theatre Box – ТВ сериал, 1 епизод
- 2011 Albert Nobbs – по „The Singular Life of Albert Nobbs“